# مائو کوبایاشی (بازیکن فوتبال)
مائو کوبایاشی (ژاپنی: 小林 真鷹؛ زادهٔ ۱۳ ژوئیهٔ ۱۹۹۹) یک بازیکن فوتبال اهل ژاپن است.
از باشگاه‌هایی که در آن بازی کرده‌است می‌توان به باشگاه فوتبال توکیو اشاره کرد.